# Jungang-dong, Gwangju
Jungang-dong (koreanska: 중앙동)  är en stadsdel i stadsdistriktet Buk-gu i staden Gwangju i den sydvästra delen av Sydkorea,  270 km söder om huvudstaden Seoul.